# Psorophora santamarinai
Psorophora santamarinai är en tvåvingeart som beskrevs av Gonzalez Broche 2000. Psorophora santamarinai ingår i släktet Psorophora och familjen stickmyggor.
Artens utbredningsområde är Kuba. Inga underarter finns listade i Catalogue of Life.